# کونیگس آله

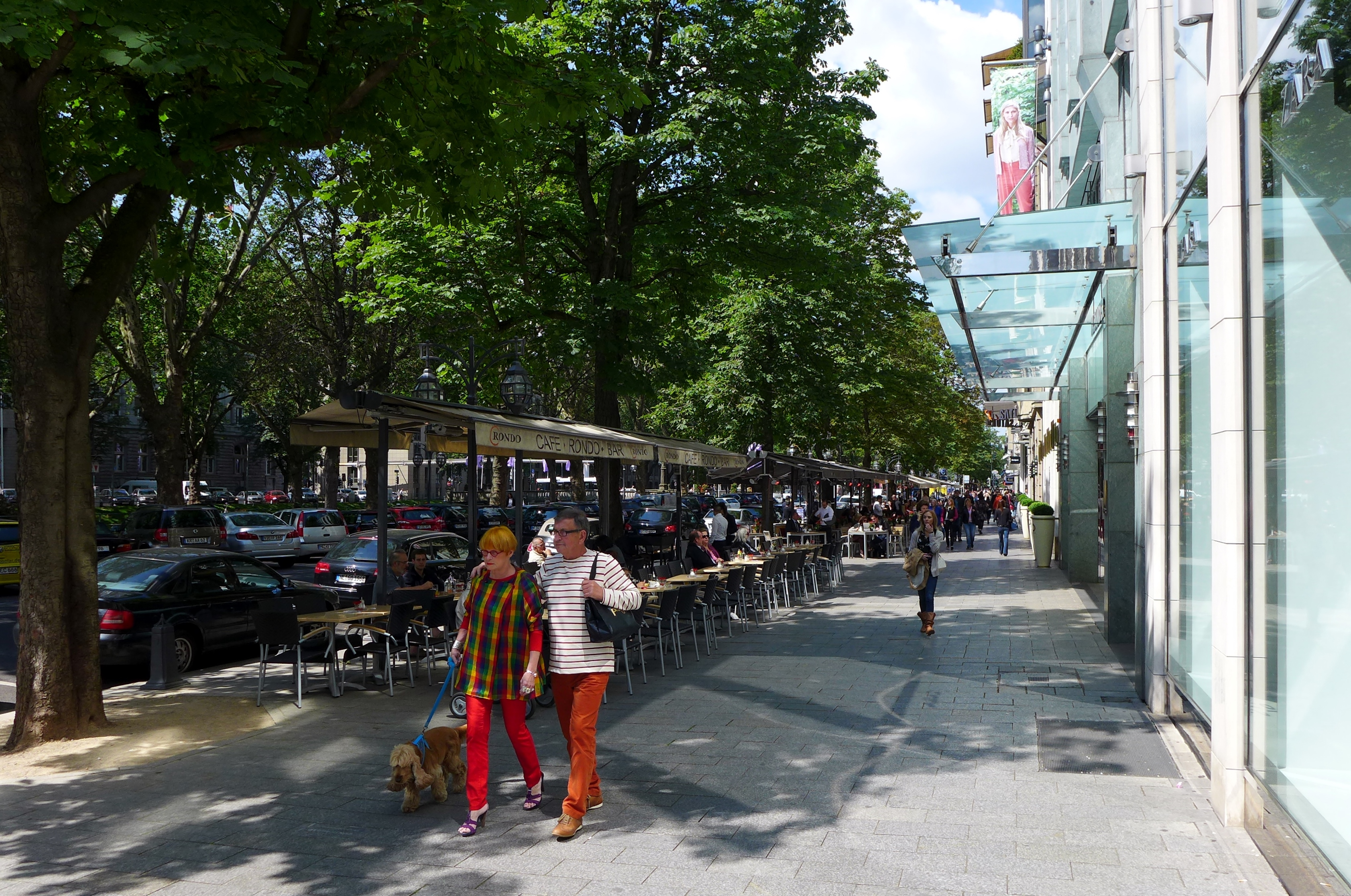
کونیگس آله ۲۰۱۴

کونیگس آله، که به طور مختصر به آن "کو" گفته می‌شود، بلواری است که در جهت شمال به جنوب در مرکز شهر دوسلدورف قرار دارد. کونیگس آله یکی از برترین خیابان‌های خرید لوکس در اروپا است. یکی از ویژگی‌های برجسته طراحی آن، کانال شهری (که به آن کو-گرابن نیز گفته می‌شود) و درختان چشمگیر آن است. با تقریباً ۸۷ متر عرض، که از نمای خانه تا نمای خانه اندازه‌گیری می‌شود، این خیابان عریض‌ترین خیابان آلمان است. به جای دو پیاده‌روی معمول، چهار پیاده‌رو دارد – دو پیاده‌رو در کنار کانال و دو پیاده‌رو در امتداد ساختمان‌ها. سمت غربی، که به طور سنتی کمتر رفت و آمد می‌شود و در قسمت شمالی فقط چند مغازه دارد، به "راستهٔ بانک‌ها" یا "راستهٔ آرام" معروف است.

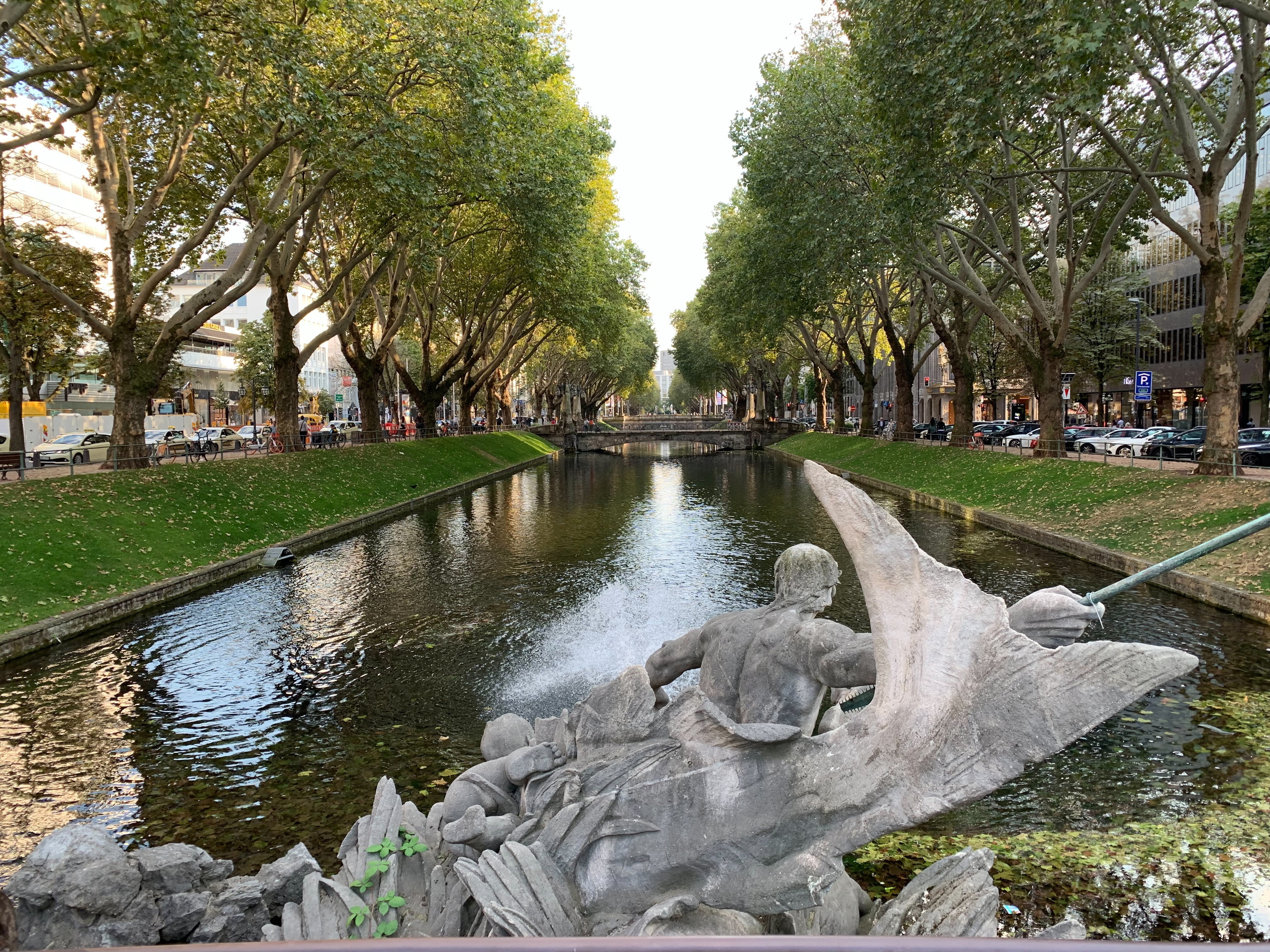
کونیگس آله ۲۰۱۹

1. 1 2  Düsseldorf، tm-webentwicklung GmbH؛ lisa (۲۰۲۱-۰۸-۱۳). «Sechs Entdeckungen auf der Kö». Düsseldorf Storys (به آلمانی). دریافت‌شده در ۲۰۲۴-۱۰-۱۶.